# Ichthyomys hydrobates
Ichthyomys hydrobates је врста глодара из породице хрчкова (Cricetidae).

## Распрострањење
Врста је присутна у Венецуели, Еквадору и Колумбији.

## Станиште
Станишта врсте су шуме и слатководна подручја од 600 до 2.700 метара надморске висине.

## Угроженост
Ова врста је на нижем степену опасности од изумирања, и сматра се скоро угроженим таксоном.